# Вестгук (Фрисландія)
Вестгук (нід. Westhoek) — село в нідерландській провінції Фрисландія, на узбережжі Ватового моря. Входить до муніципалітету Вадхуке.
Його площа становить 3,87км², а населення станом на 2021 рік складало 255 осіб.

## Галерея

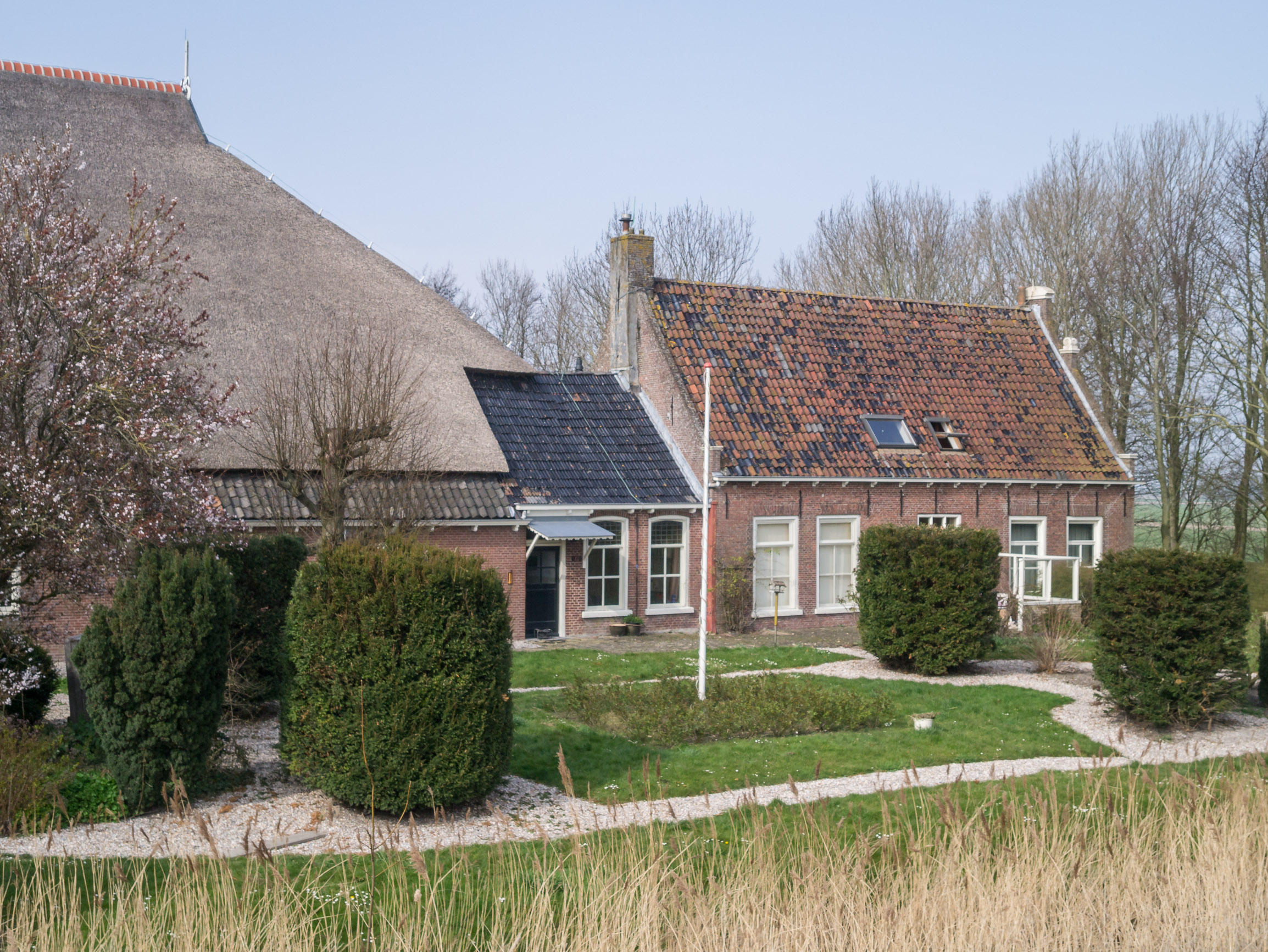
Ферма у селі
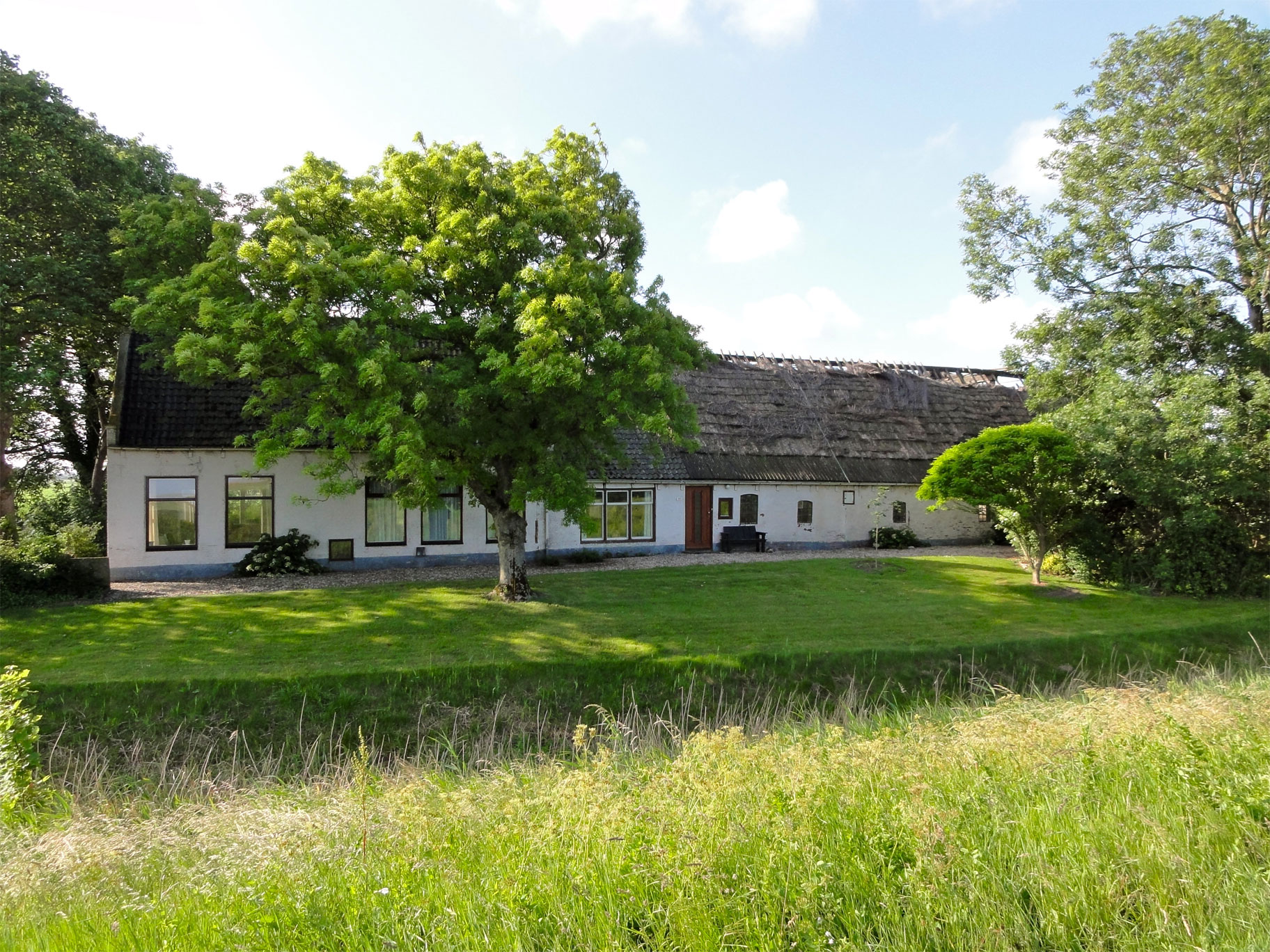
Ферма у селі
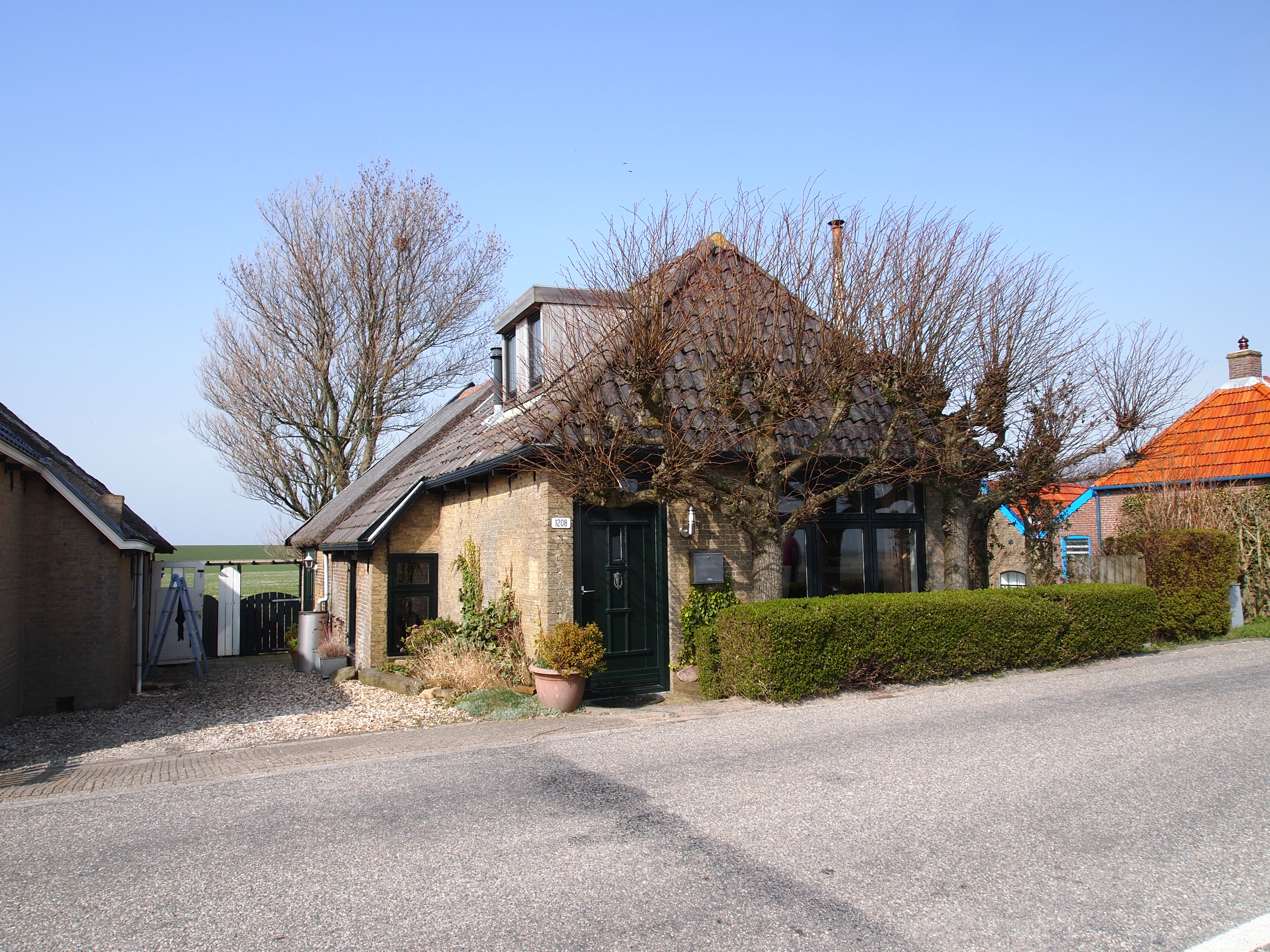
Сільський будинок
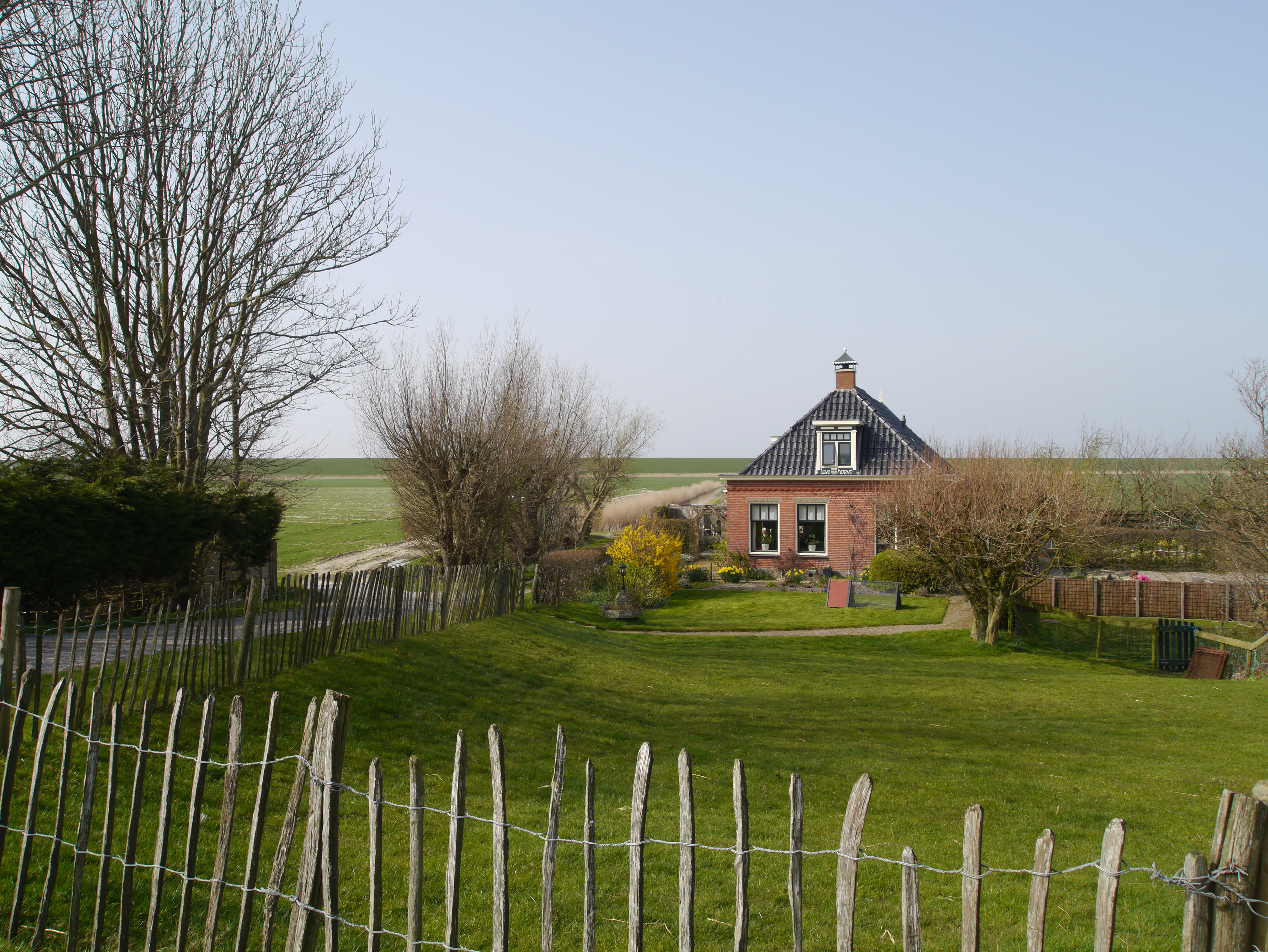
Ферма Leye Hoeve